# Dodaars
De dodaars (Tachybaptus ruficollis) is een watervogel uit de familie van de futen (Podicipedidae). De wetenschappelijke naam van de soort werd gepubliceerd in 1764 door Pallas. Met zijn 23 tot 29 cm is het de kleinste fuut van Europa en een van de kleinste futen ter wereld. Ondanks dat het een vrij algemene soort is, wordt hij door zijn schuwe levensstijl zelden gezien.

## Kenmerken
De dodaars is een kleine, gedrongen watervogel, kleiner dan een waterhoen. Hij is te herkennen aan het vuilwitte 'poederdons' op het achterlichaam, waaraan het dier zijn naam ("dodde-aars") te danken heeft. De naam "dodaars" werd vroeger ook wel gebruikt voor de uitgestorven dodo (Raphus cucellatus).
De dodaars is de kleinste fuut van Europa. Hij wordt 23 tot 29 centimeter lang en 125 tot 225 gram zwaar. De vleugelspanwijdte is 40 tot 45 cm. Hij onderscheidt zich daarnaast van de andere Europese futen door zijn compactere uiterlijk, met rondere kop en kortere hals. Het staartje is zeer klein. Mannetje en vrouwtje zijn in uiterlijk niet van elkaar te onderscheiden.
De snavel is zeer klein en recht en is zwart met een lichte punt. In de mondhoek bevindt zich een opvallende vlek, die in de zomer opvallend groengeel van kleur is en 's winters lichter. Tijdens de vlucht is geen wit te zien op de vleugels. De ogen zijn roodbruin van kleur, de poten groen.

### Zomer- en winterkleed
Het zomerkleed is donkerbruin met een kastanjebruine oorstreek en voorhals. De kruin is zwart. Het winterkleed kent een valig geelbruine ("kurken") oorstreek en voorhals met een lichtere nek en wangen, en een donkere kruin.
Het juveniele kleed lijkt op het adulte winterkleed, maar heeft een roodbruine tint op de borst en hals, korte donkere strepen achter en onder het oog en een geelroze snavelbasis. In het eerste winterkleed kan een vage streep worden gezien onder het oog. De rui valt in oktober en november. Doordat de slagpennen in één keer gewisseld worden, kunnen de vogels dan tijdelijk niet vliegen.

### Geluid
De dodaars kent verschillende hoge roepen, die klinken als bit, bit, bit (bij verstoring) of bie-iep. Dit wordt vaak versneld tot een verdragende, hinnikende triller, biebiebiebiebie, dat kan worden verward met de roep van een vrouwelijke koekoek. Dit is vooral in het voorjaar te horen als duet tussen mannetje en vrouwtje, bij de balts of om het territorium te markeren.

## Verspreiding en leefgebied
De dodaars komt in vrijwel geheel Europa voor, van de mediterrane landen noordwaarts tot Zuid-Zweden, in heel Afrika uitgezonderd de Sahara, op Madagaskar en in Zuid-, Oost- en Zuidoost-Azië oostwaarts tot in Japan en Nieuw-Guinea. De dodaars broedt langs ondiepe binnenwateren met een dichte oevervegetatie, bestaande uit onder andere zegge, rietgras, lisdodde en gele lis. Hij is vooral te vinden in zoetwatermoerassen, kleine meren, poelen, brede sloten, vennen en traagstromende rivieren, maar soms ook in vijvers, grachten, waterreservoirs en grindputten. Wateren met grotere roofvissen worden over het algemeen gemeden. 's Winters is hij vooral te vinden op groter, ijsvrij water, zoals grotere meren, rivieren en beschutte kusten. De dodaars is in het grootste deel van zijn verspreidingsgebied voornamelijk een standvogel, maar in Oost-Europa en West- en Noordoost-Azië een trekvogel. De Oost-Europese vogels overwinteren in Zuidoost-Europa en Turkije.
In Nederland is het een vrij schaarse broedvogel, met zo'n 2100 tot 2900 broedparen tussen 2013 en 2015. Hij ontbreekt alleen in de allerdroogste delen, zoals op de Veluwe. Het zijn over het algemeen standvogels, maar bij strenge winters zoeken zij ijsvrije wateren op, waarbij ze vooral te vinden zijn in de brakke wateren van de Zeeuwse delta.
De soort telt zeven ondersoorten:

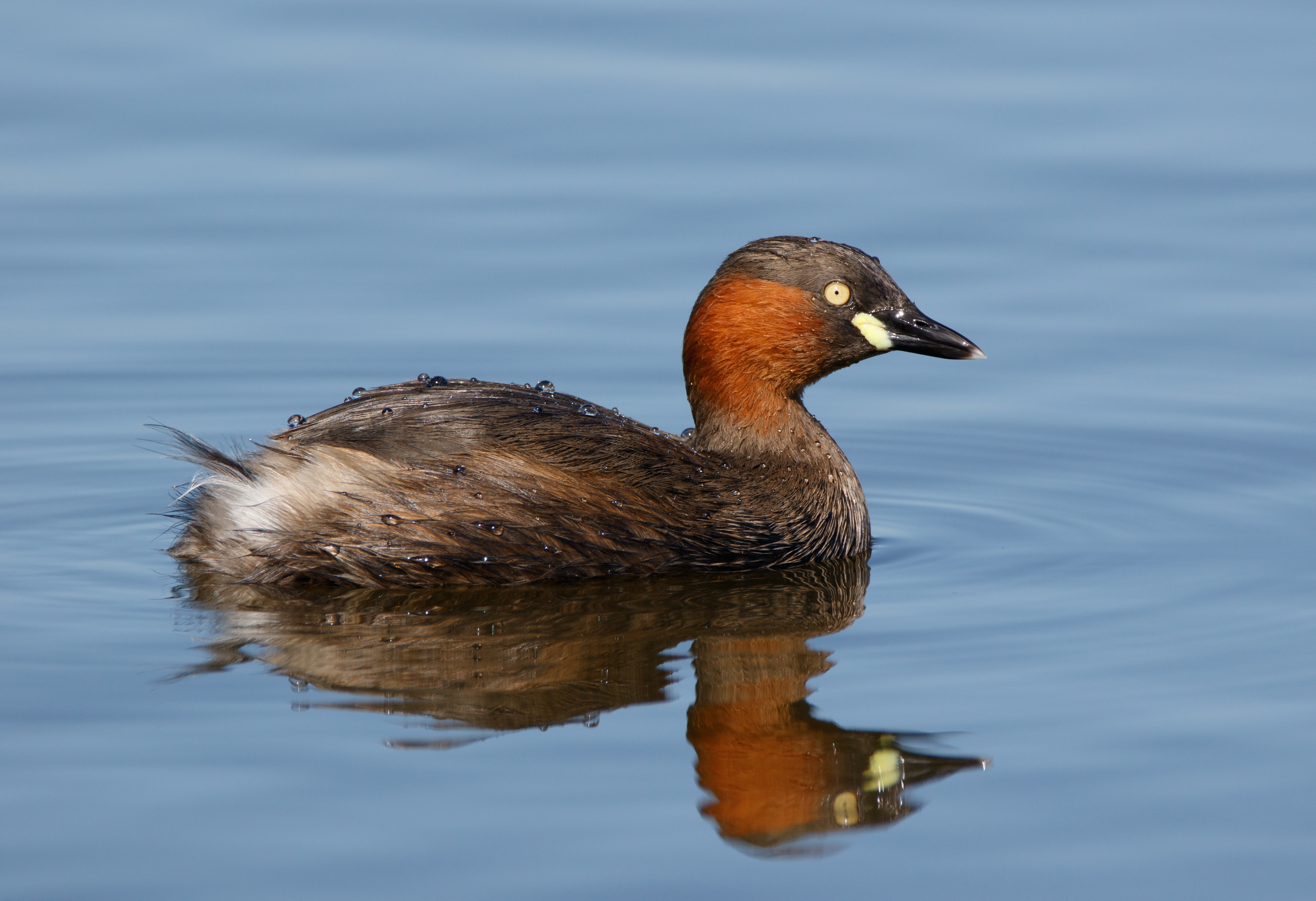
T. r. poggei, Japan

- T. r. ruficollis: van Europa tot het Oeralgebergte en noordwestelijk Afrika.
- T. r. albescens: van de Kaukasus tot Myanmar en Sri Lanka.
- T. r. iraquensis: Irak en zuidwestelijk Iran.
- T. r. capensis: Afrika bezuiden de Sahara en Madagaskar.
- T. r. poggei: van noordoostelijk tot zuidoostelijk Azië, de Koerilen, Japan en Taiwan.
- T. r. philippensis: de Filipijnen (behalve Mindanao).
- T. r. cotabato: Mindanao.

## Gedrag
De dodaars is een schuwe soort, die zich vaak in de oevervegetatie verstopt en daardoor zelden te zien is. Bij gevaar zal de dodaars niet wegvliegen. Ze geven de voorkeur aan wegduiken onder water, waarbij alleen de kop nog boven water uitsteekt, of wegrennen naar de dichtstbijzijnde oevervegetatie.
De dodaars leeft solitair of in paren. 's Winters en tijdens de rui zijn ze soms in kleine groepjes van maximaal dertig dieren te vinden. In het broedseizoen is het mannetje agressief naar rivalen. Hij scheert dan vlak over het water naar de ander, luid roepend, om vervolgens te duiken en water op te gooien.

### Voedsel
De dodaars vangt zijn voedsel onder water. Hij leeft van waterinsecten en larven, waaronder haften, steenvliegen, waterwantsen, waterkevers, schietmotten en libellen, en daarnaast ook slakjes, kleine schaaldieren, kleine amfibieën en kikkervisjes en soms kleine visjes als stekelbaarzen en jonge vissen. Insecten vormen de hoofdmoot van zijn dieet in de broedtijd. De prooi wordt op het oog gevonden. Het is een goede duiker, die bij de jacht langer dan een halve minuut onder water kan blijven. Om de vorming van braakballen te stimuleren, slikken dodaarzen veertjes in. Op deze manier kunnen zij graatjes en ander onverteerbaar materiaal uitbraken.

### Voortplanting

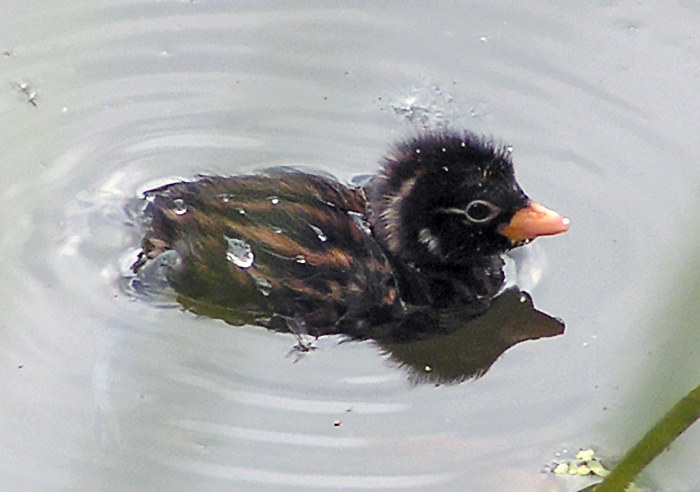
Jonge dodaars

Een dodaarspaar blijft waarschijnlijk levenslang bij elkaar. De broedperiode duurt van april tot juli. Tijdens de balts zet het mannetje zijn veren op. Hij pikt met zijn snavel in het water en spettert met zijn poten water omhoog. Het paar laat vervolgens de kenmerkende biebiebiebie-roep in duet horen.
Mannetje en vrouwtje bouwen samen een drijvend nest van verse en rottende plantendelen, onder of boven het water verankerd aan de oevervegetatie. Het legsel bestaat uit vier tot zes (1-8) eieren, die wit beginnen, maar later door het nestmateriaal een bruinere kleur krijgen. De ouders delen de broedperiode van 19-25 dagen. Het mannetje is dan zeer agressief tegen andere watervogels. Bij het omwisselen benadert het ouderdier het nest onder water. Meestal neemt hij nieuw nestmateriaal mee. Bij het verlaten van het nest worden de eieren toegedekt.
De jongen zijn nestvlieders en kunnen al direct zichzelf voeden. Om te rusten, kruipen de jongen op de rug van de ouders. Ook blijft het nest in gebruik als rustplaats voor ouders en jongen. Na 44-48 dagen kunnen zij vliegen en zijn ze zelfstandig. Als enige Europese futen kunnen dodaarzen jaarlijks twee, soms drie legsels hebben.

## Bedreiging en bescherming
De dodaars heeft een groot verspreidingsgebied. Het totaal aantal dieren werd in 2015 wereldwijd geschat op 610.000 tot 3,5 miljoen individuen. De soort wordt dan ook niet bedreigd. Toch laat de soort een neerwaartse trend zien, vooral in West-Europa. Een belangrijke oorzaak is verslechtering van de waterkwaliteit: doordat de dodaars afhankelijk is van waterinsecten, die hij op het oog moet vinden, kan hij alleen overleven in helder, zuiver water. Verstoring van oevervegetatie biedt eveneens grote problemen. Door verbetering van de waterkwaliteit en natuurontwikkeling is het aantal in Nederland sinds 1990 met ongeveer de helft toegenomen. De stand kan vrij sterk fluctueren maar is sinds 2007 min of meer stabiel (gegevens tot 2019).

## Fotogalerij

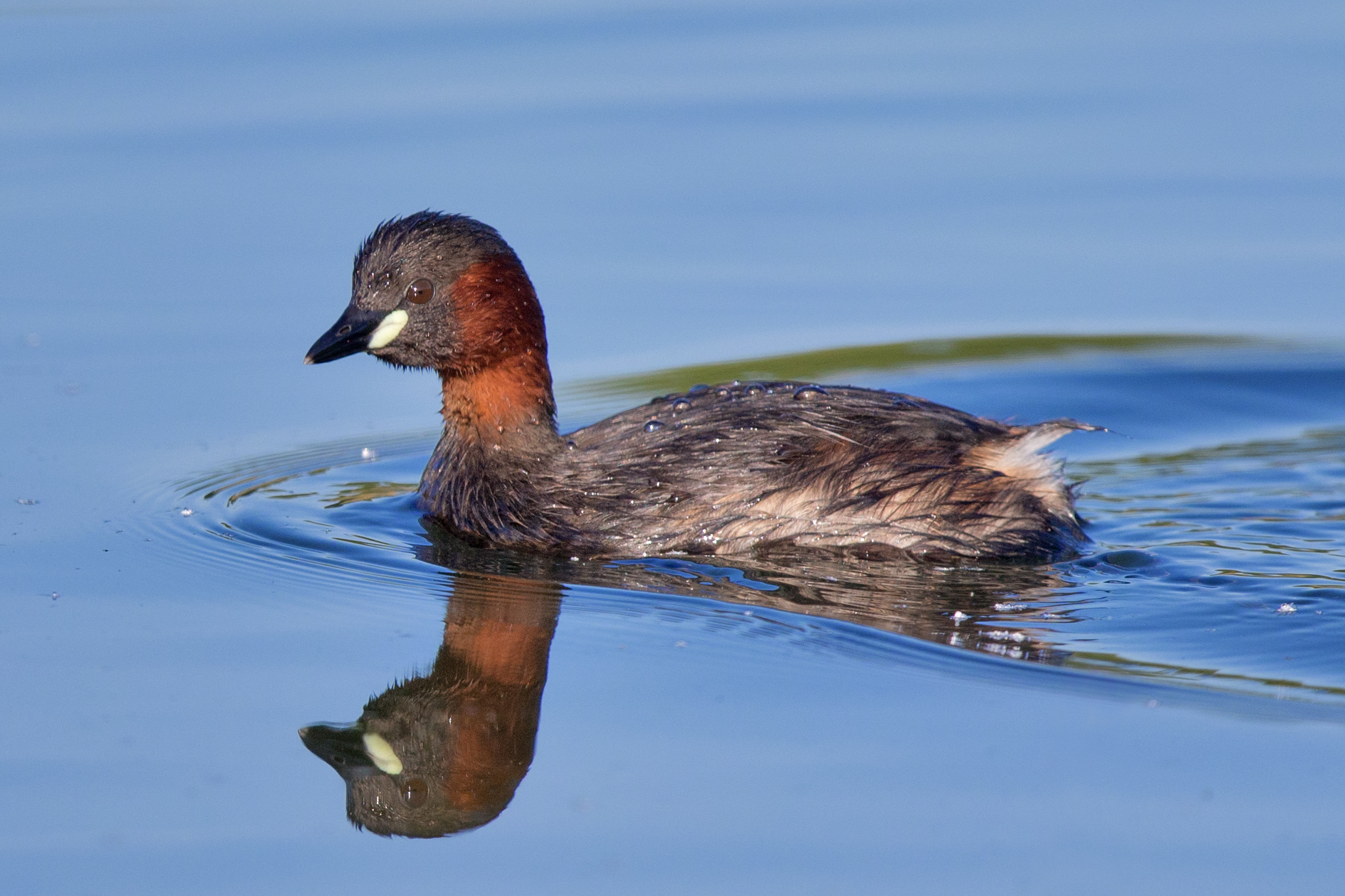
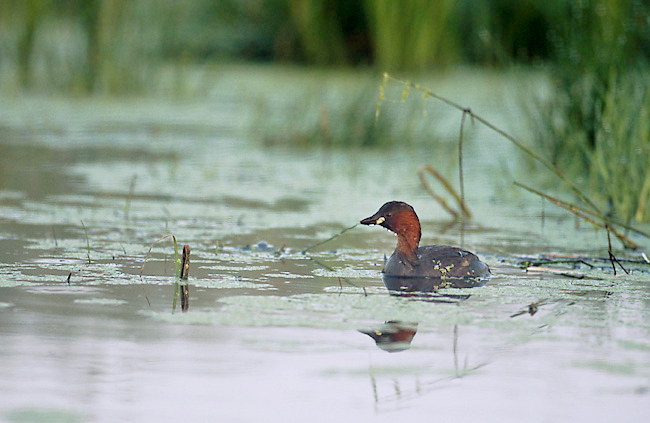
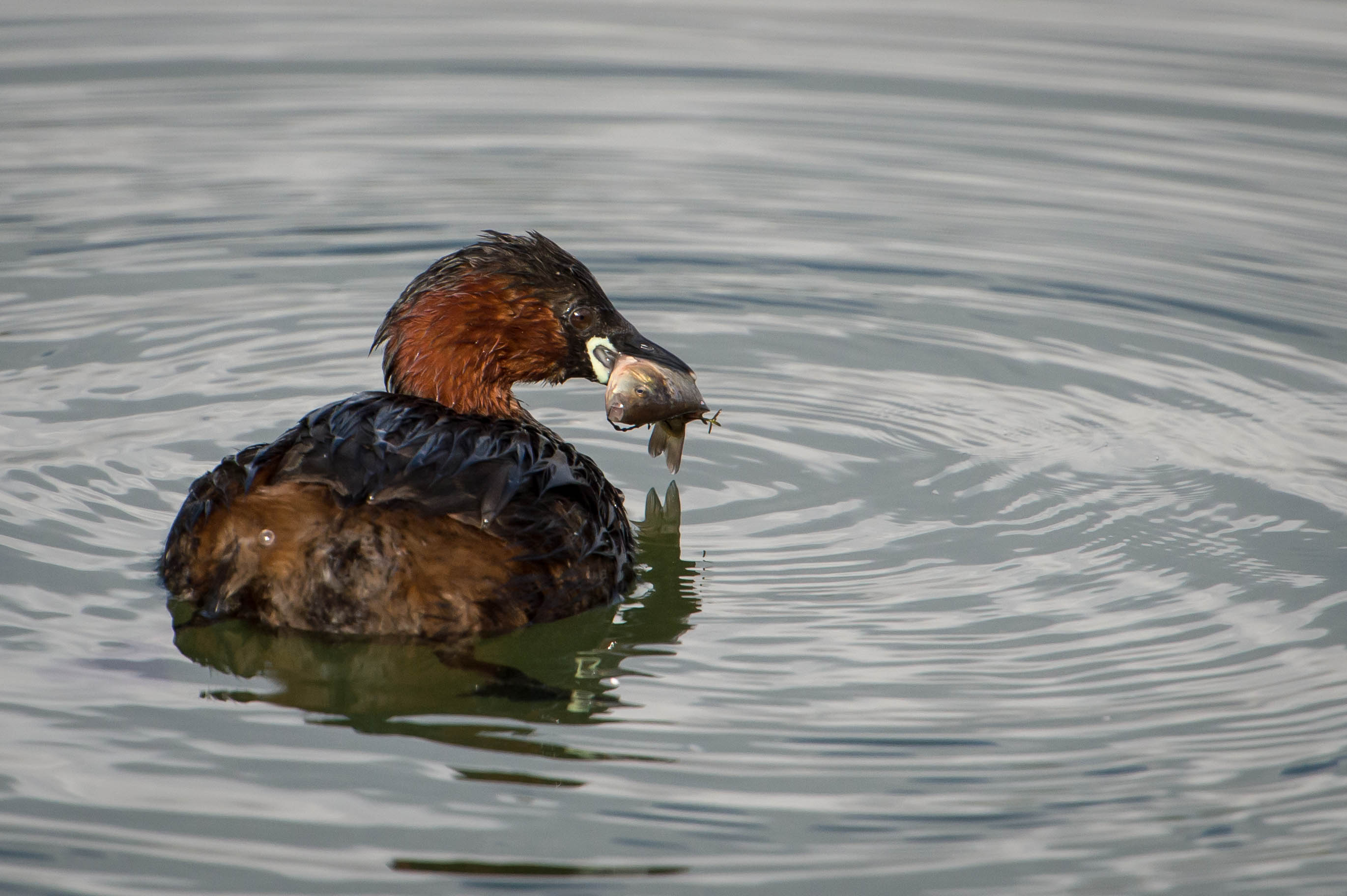
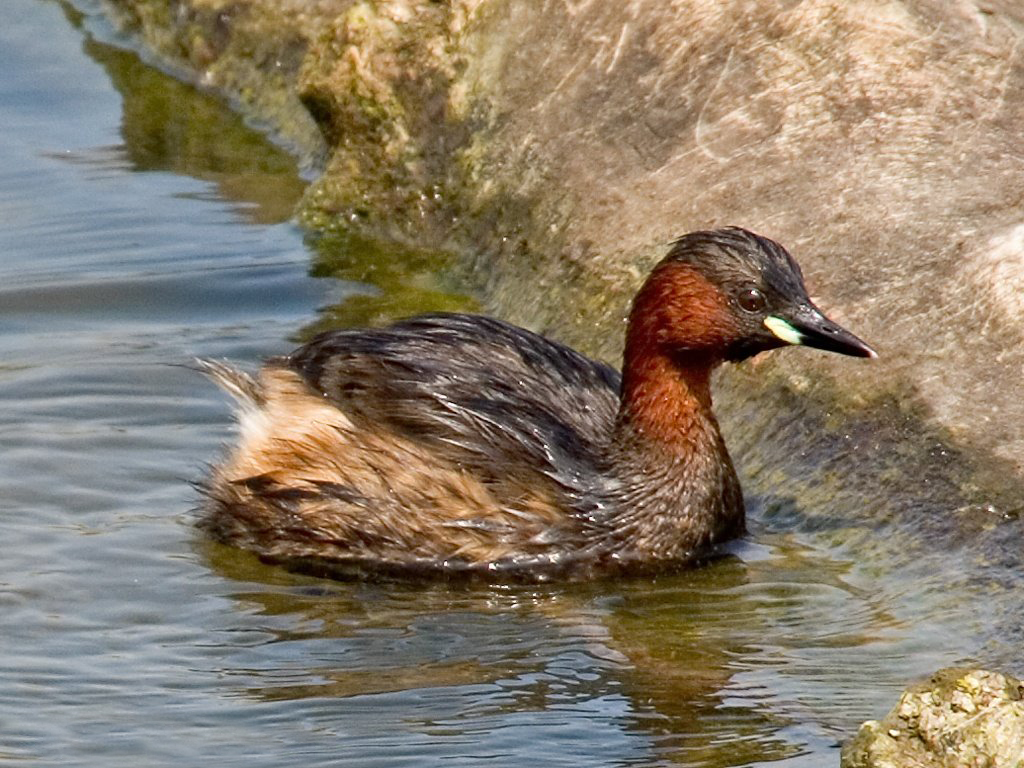

## Video
- Dodaars duikend onder het ijs